# Vézeronce
Pour les articles homonymes, voir Vézéronce (homonymie).
La Vézeronce (ou parfois Vézéronce) est une rivière française du département de l'Ain, dans la région Auvergne-Rhône-Alpes, et un affluent droit du fleuve le Rhône.

## Géographie
De 7 kilomètres de longueur, la Vézeronce prend sa source sur la commune de Injoux-Génissiat à 1 108 mètres d'altitude dans un résurgence. En partie amont, on peut signaler la grotte des Huguenots.
La Vézeronce coule globalement de l'ouest vers l'est dans le Bas Bugey, avec un « caractère très torrentiel » et « un réseau semi souterrain ».
La Vézeronce conflue, en rive droite du Rhône, sur la commune de Surjoux-Lhopital, à 260 mètres d'altitude,.
Les cours d'eau voisins sont, dans le sens des aiguilles d'une montre, la Semine affluent de la Valserine au nord, le Rhône à l'est, la Dorches et le Séran au sud et l'Ain à l'ouest

### Communes et cantons traversés
Dans le seul département de l'Ain, la Vézeronce traverse les deux communes suivantes, dans le sens amont vers aval, de Injoux-Génissiat (source), Surjoux-Lhopital (confluence).
Soit en termes de cantons, la Vézeronce prend source et conflue dans le même canton de Bellegarde-sur-Valserine, le tout dans l'arrondissement de Nantua.

### Bassin versant
La Vézeronce traverse une seule zone hydrographique « Le Rhône de la Valserine aux Usses » (V102) pour une superficie de 52 km2,,.

### Organisme gestionnaire
L'organisme gestionnaire est le Fonds Rivières Sauvages,.

## Affluents
La Vézeronce a deux tronçons affluents référencés :
- le ruisseau de Résinet (rg[note 2]) 2 km, sur la seule commune de Surjoux-Lhopital sans affluent.
- le Bérieux (rg) 1,33 km sur les deux communes de Injoux-Génissiat (source), Surjoux-Lhopital (confluence) sans affluent.

### Rang de Strahler
Le rang de Strahler de la Vézeronce est donc de deux.

## Hydrologie
Son régime hydrologique est dit pluvial.

## Aménagements et écologie

### Cascade du Pain de sucre de Surjoux
En raison du caractère calcaire du sol du Bugey, dans la partie terminale de la Vézeronce, une cascade remarquable, en "pain de sucre" de 20 mètres de haut fait une imposante stalagmite : la cascade du Pain de sucre de Surjoux. La Vézeronce reste très sauvage et la cascade est un des seuls accès à celle-ci tout en aval.

### Ligne ferroviaire Lyon-Genève
La Vézeronce coule sous le viaduc ferroviaire construit à partir de 1855, détruit en 1944, et rebâti en 1948 sur  la ligne de Lyon-Perrache à Genève.

### ZNIEFF
La partie aval du ruisseau de la Vézeronce est une ZNIEFF de type I, de 23 hectares, sur les deux communes de Injoux-Génissiat et Surjoux-Lhopital
Cette partie du ruisseau héberge l'Écrevisse à pattes blanches qui est un excellent indicateur de la qualité de l'eau. La faune référencée par INPN est le sonneur à ventre jaune pour les amphibiens, batraciens, l'écrevisse à pattes blanches pour les malacostracés, le castor et le petit rhinolophe pour les mammifères, le martin-pêcheur d'Europe, le bruant fou, le canard chipeau et le bouvreuil pivoine pour les oiseaux.

### Site Rivières Sauvages
« La Vézeronce a été reconnue en Espace naturel sensible par le Département de l’Ain en 2016. Elle a été labellisée “Site Rivières Sauvages” en avril 2016 et son programme d’actions correspond au programme Rivières Sauvages prévu sur 4 ans ». La faune est remarquable, avec la présence de l'écrevisse à pattes blanches, du sonneur à ventre jaune, d'insectes aquatiques, et de la truite fario...

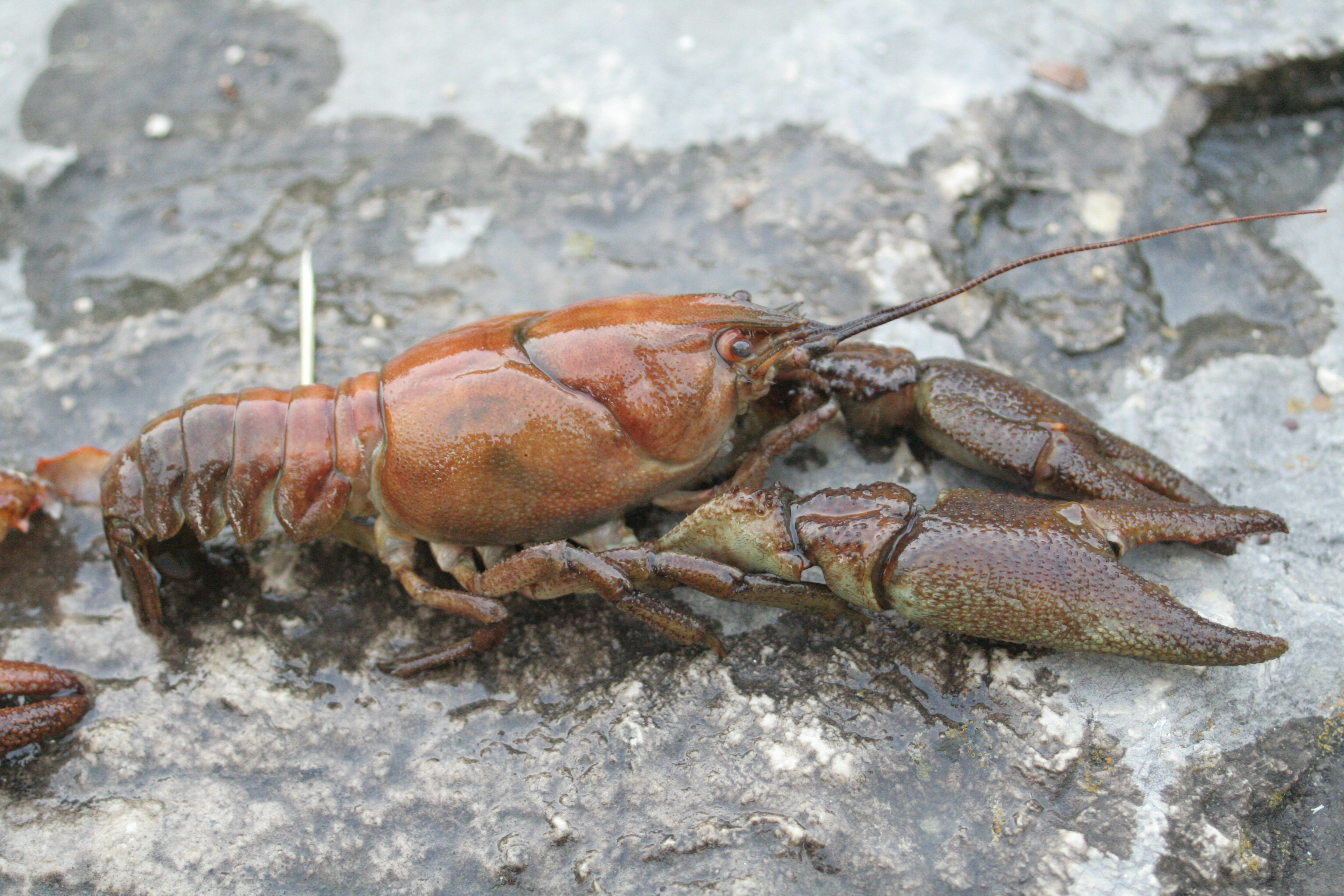
l'Écrevisse à pattes blanches
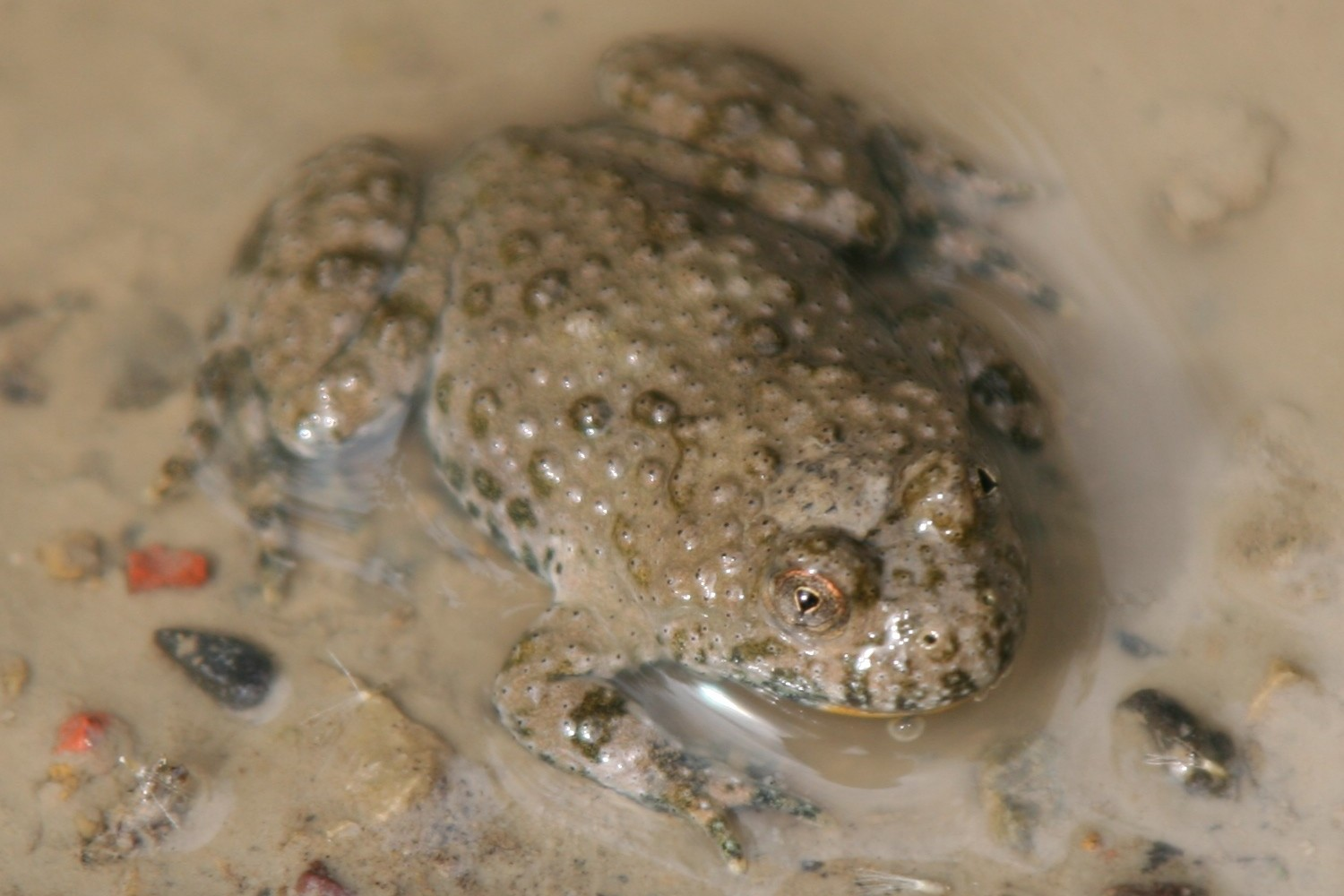
le Sonneur à ventre jaune
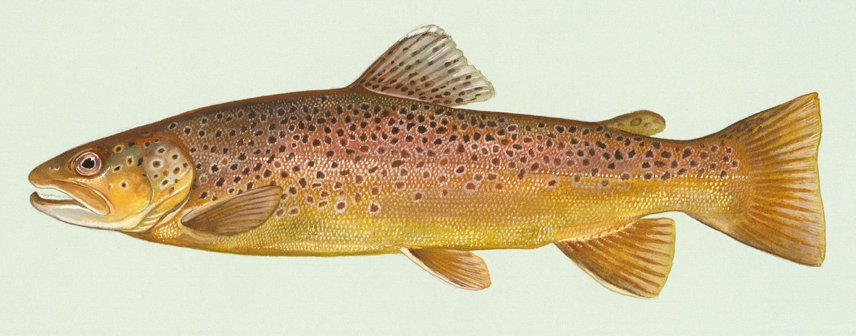
la truite fario
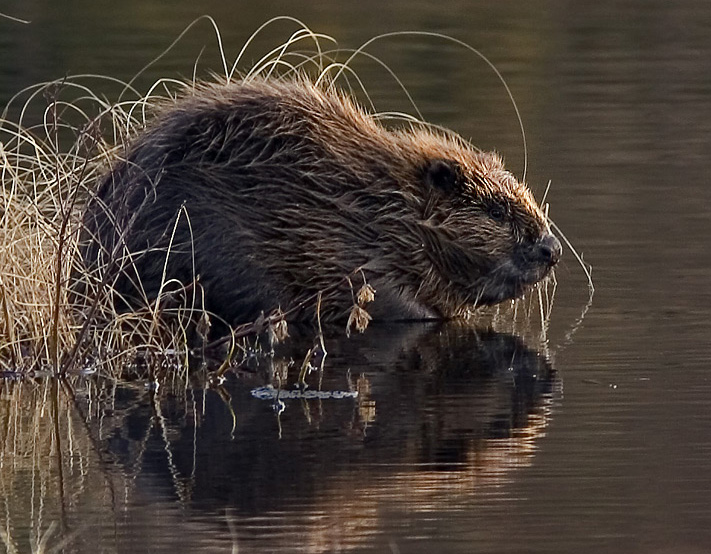
le castor
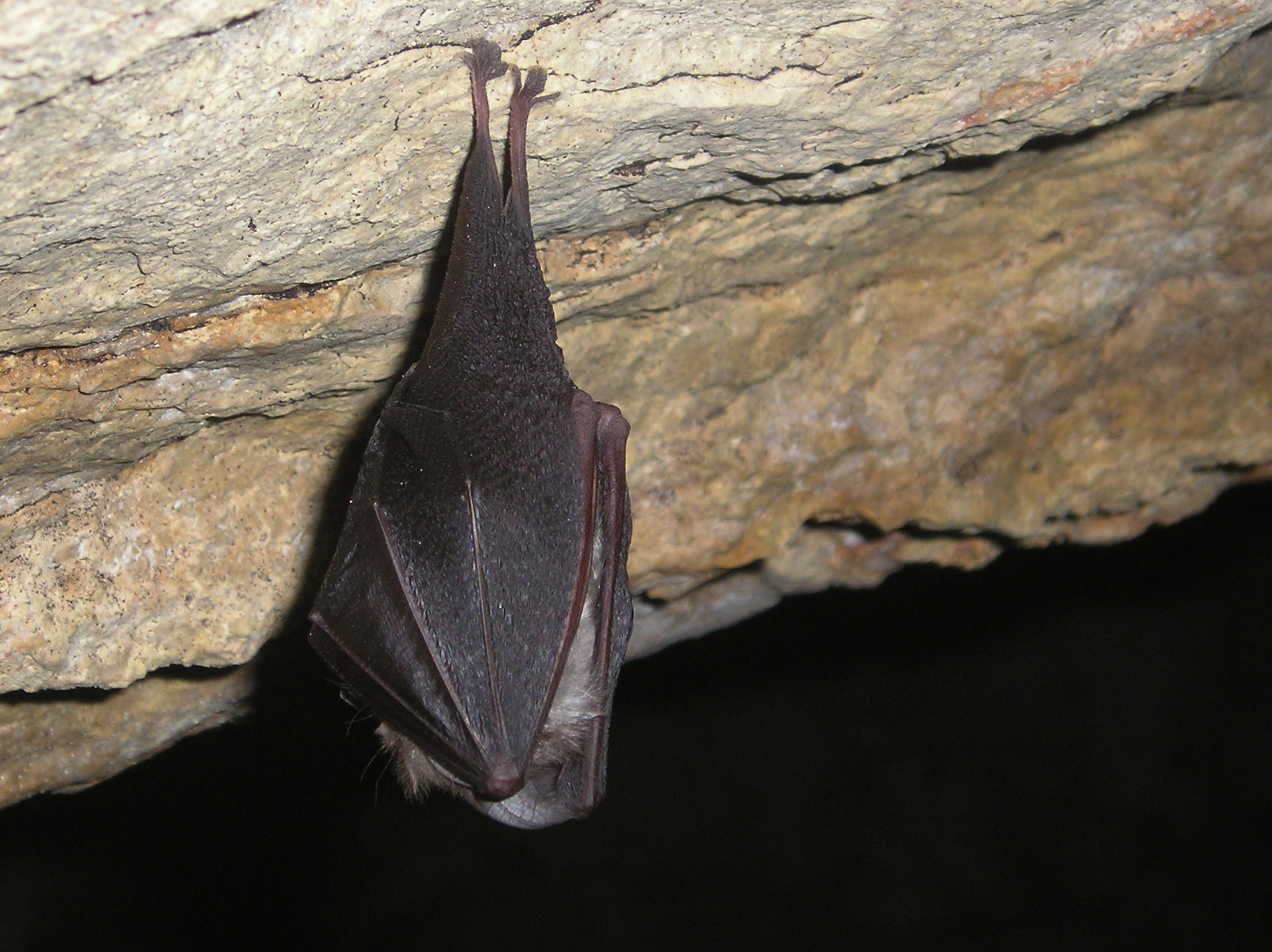
le petit rhinolophe
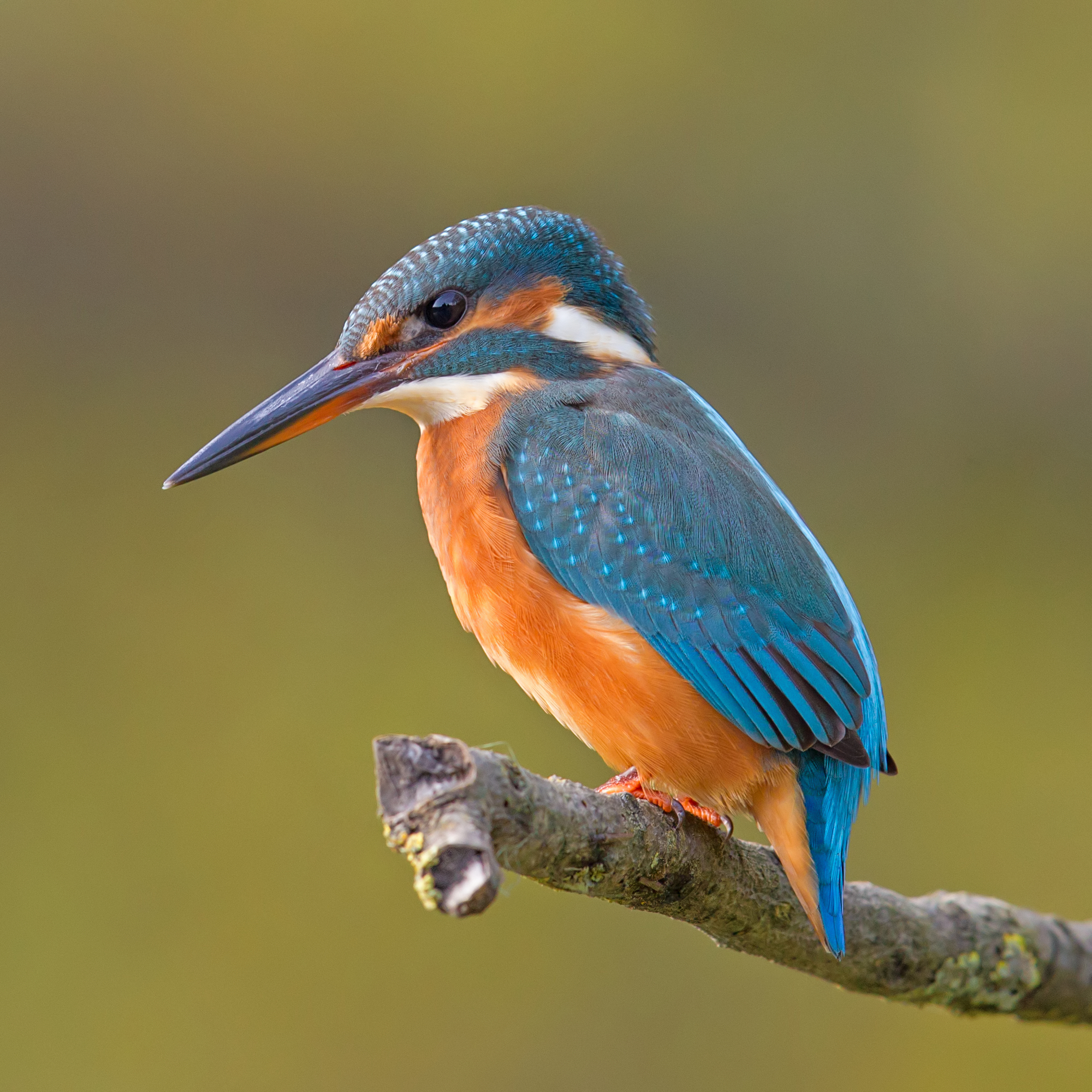
le martin-pêcheur d'Europe
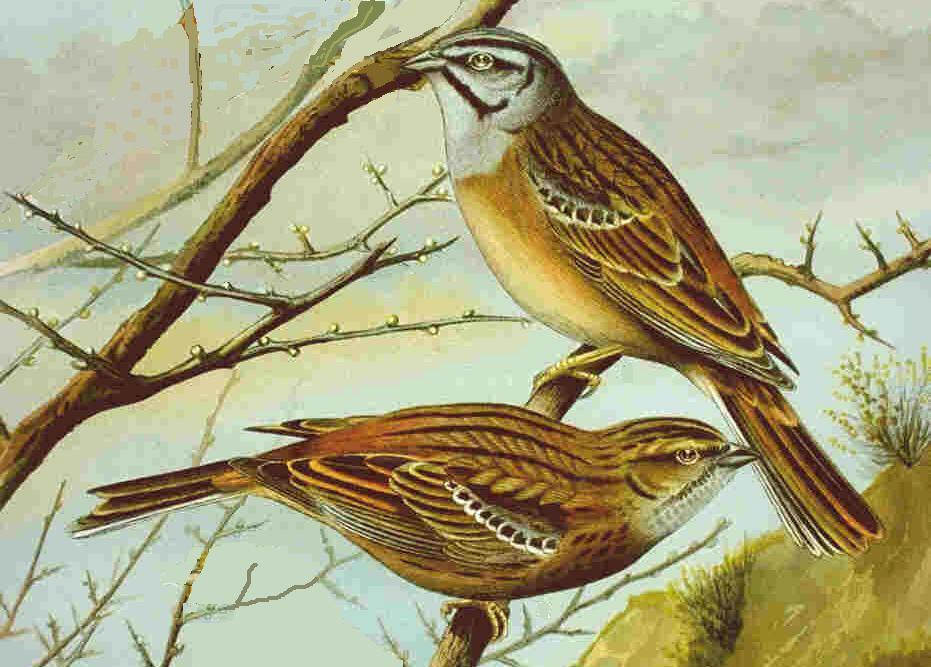
le bruant fou
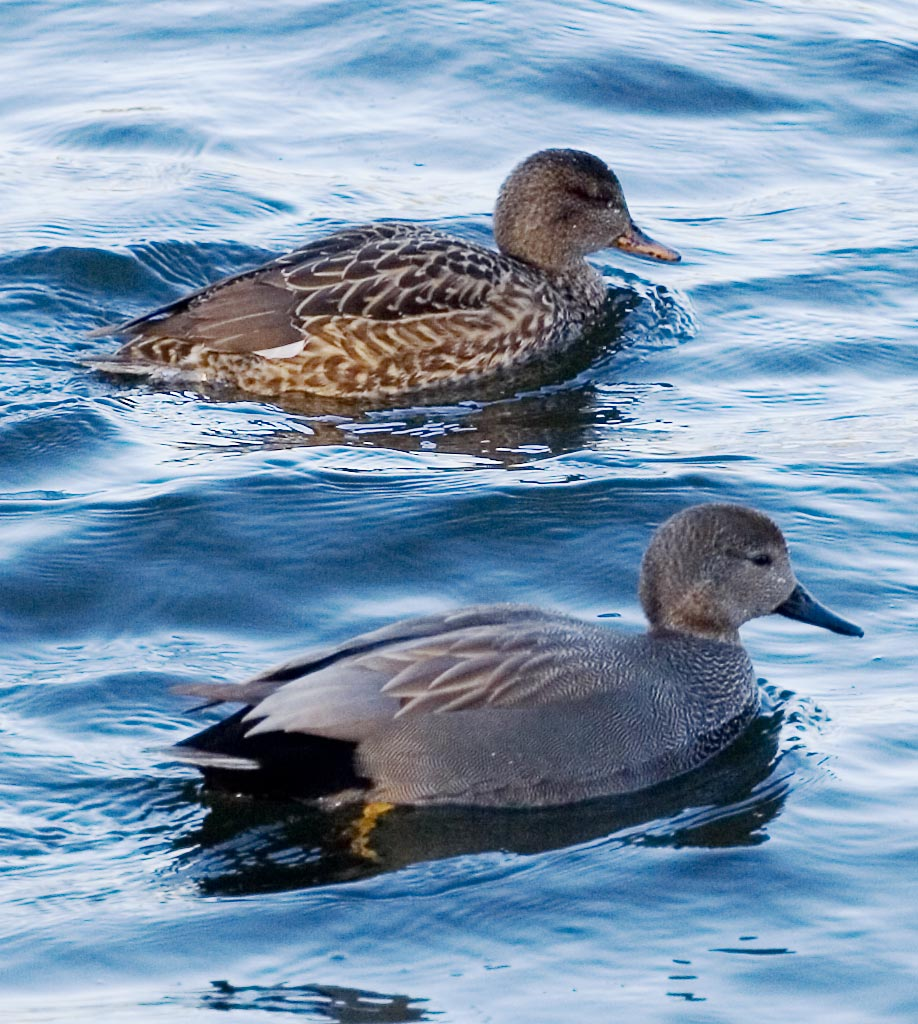
le canard chipeau
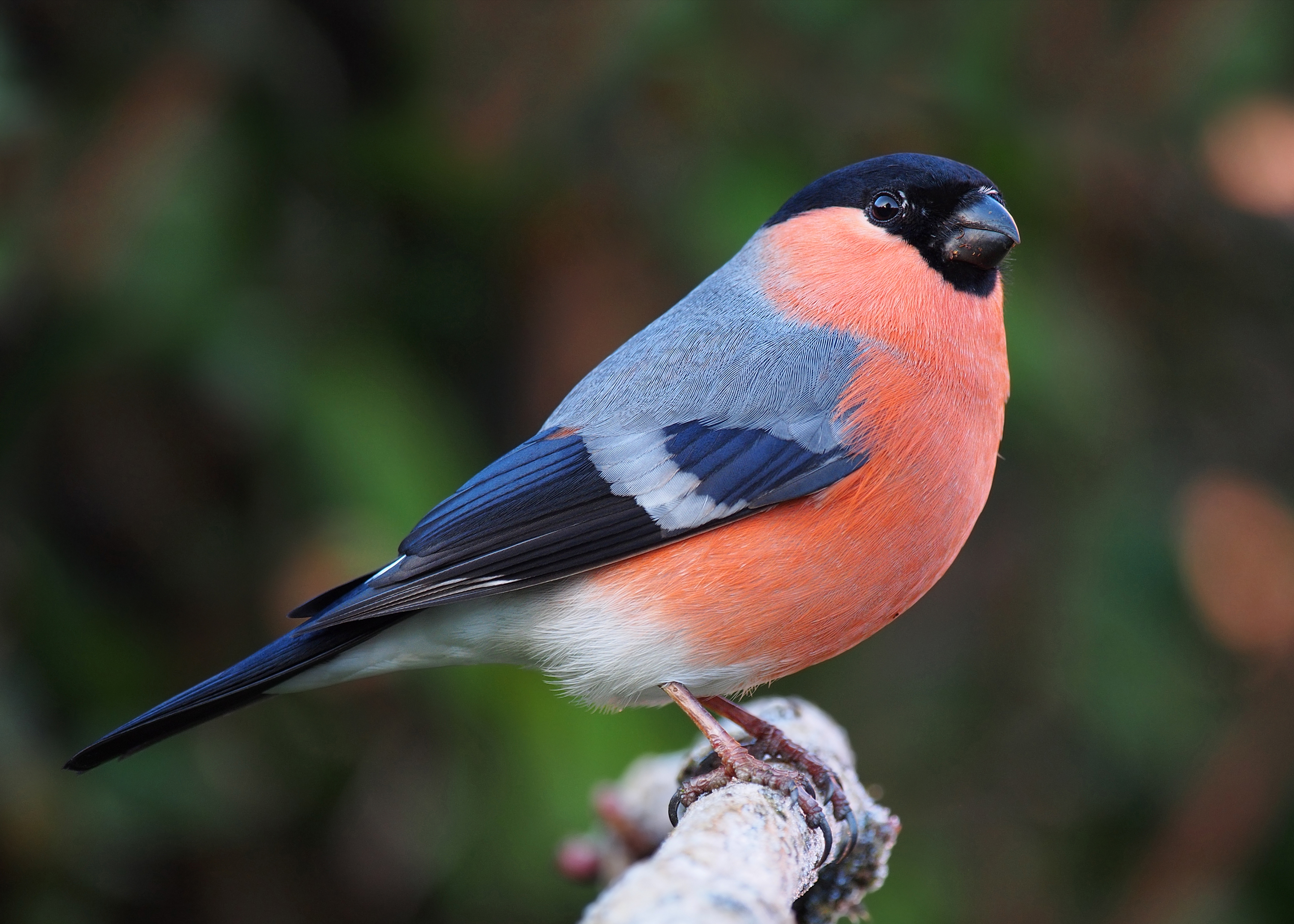
le bouvreuil pivoine

## Galerie

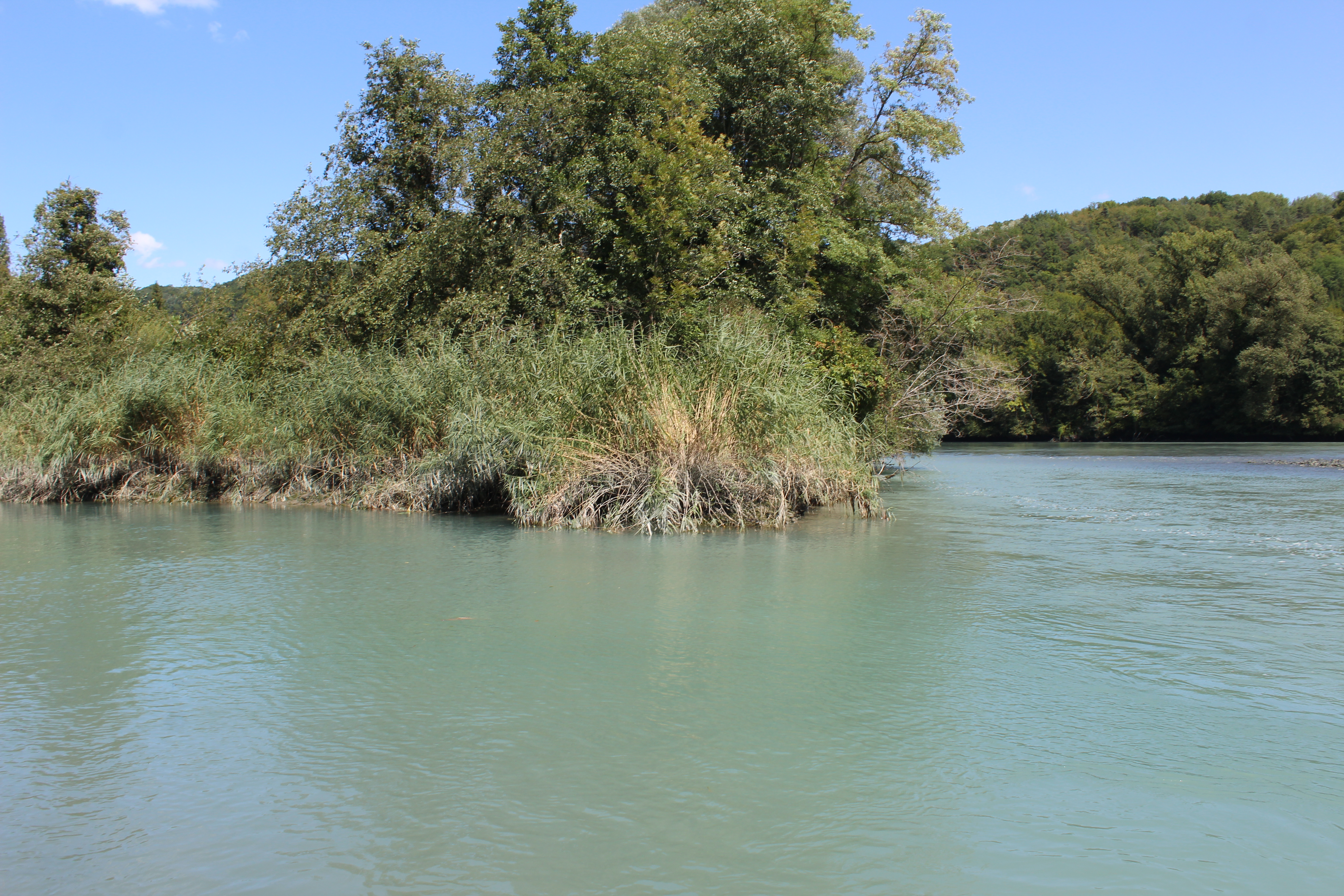
Confluent Vézeronce avec le Rhône à Surjoux.
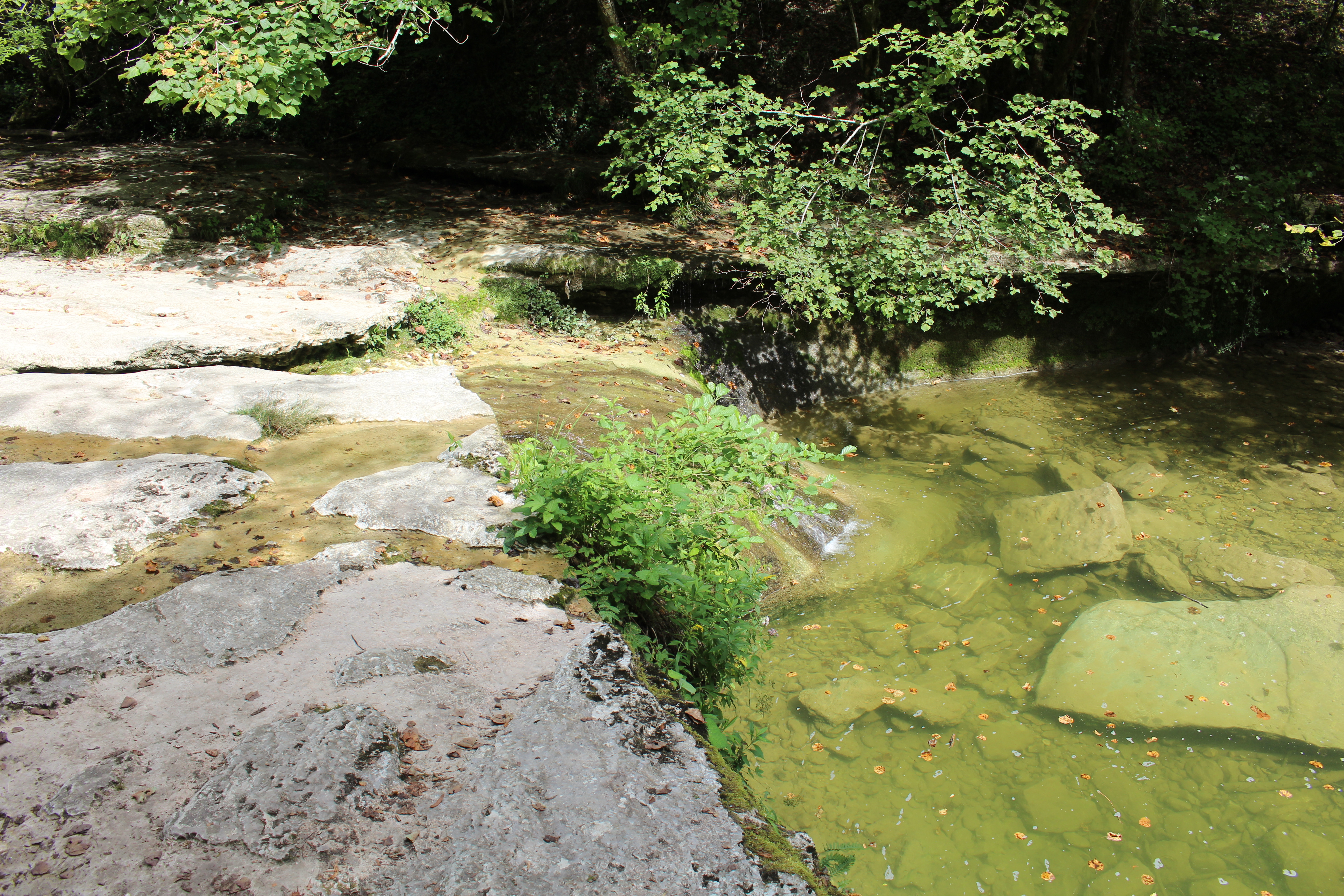
la Vézeronce près de la Cascade du Pain de sucre de Surjoux à Surjoux-Lhopital
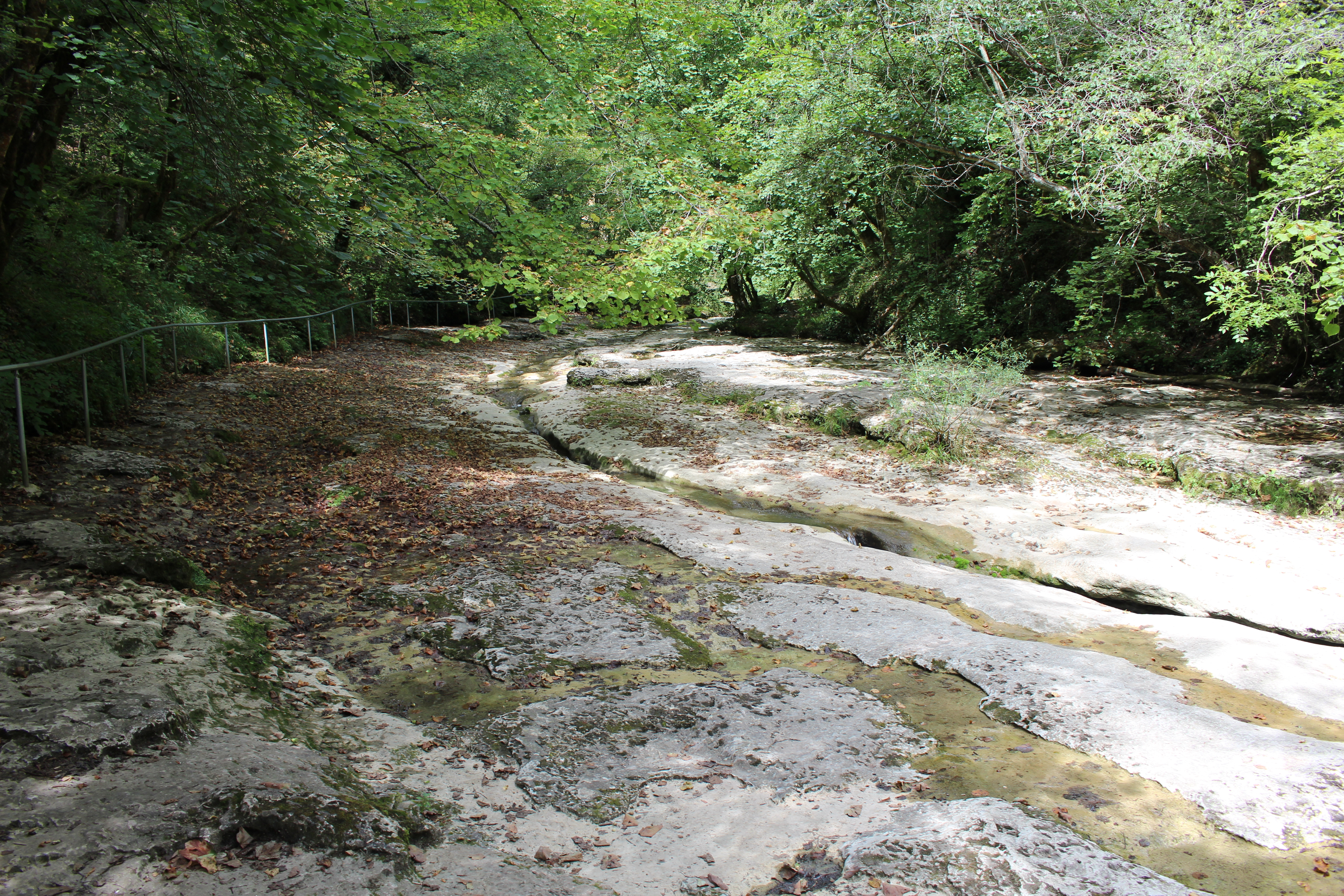
la Vézeronce près de la cascade à Surjoux-Lhopital
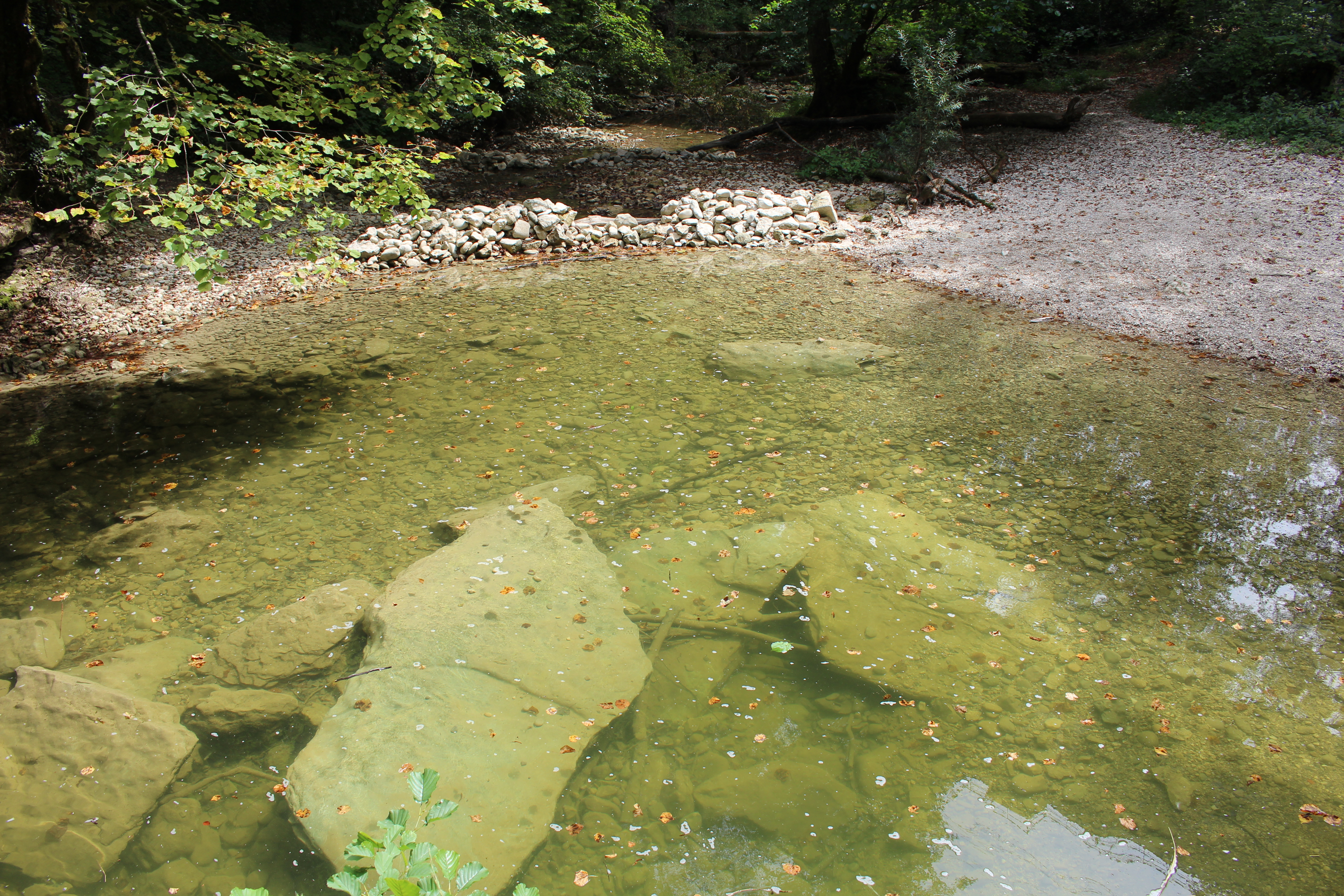
la Vézeronce à Surjoux-Lhopital